# Doll by Doll
Doll by Doll war eine aus London stammende Rock-Band, die 1975 von Jackie Leven gegründet wurde. Sie erlangte Bekanntheit während der New-Wave-Ära, wurde jedoch größtenteils von den Medien zu dieser Zeit ignoriert, weil ihre emotionale, psychedelisch-angehauchte Musik als nicht mehr zeitgemäß im Vergleich zur Musik anderer Bands angesehen wurde.

## Geschichte
Die Originalbesetzung bestand aus Jackie Leven (Gesang und Gitarre), Jo Shaw (Gesang und Gitarre), Robin Spreafico (Gesang und Bass) und David Macintosh (Gesang und Schlagzeug). Zusammen nahmen sie das Studioalbum Remember auf, noch bevor Spreafico durch Tony Waite (1958–2003) ersetzt wurde. In dieser Konstellation veröffentlichten sie ihre Alben Gypsy Blood (produziert von John Sinclair) und das gleichnamige dritte Album, Doll By Doll, bevor die Band sich auflöste. Von der konservativen britischen Tageszeitung The Daily Telegraph wird die Gruppe als 'Verlorenes Meisterwerk' bezeichnet, da sie schnell in Vergessenheit geriet.
Zum Zeitpunkt ihrer letzten LP Grand Passion war nur noch Leven von der Originalbesetzung übrig, damals in Begleitung von Helen Turner (Gesang und Keyboards), als auch Tom Norden (Gesang, Gitarre und Bass) mit einer Reihe von Gast-Musikern, inklusive David Gilmour von Pink Floyd. Mark Fletcher (Bass) und Chris Clarke (Schlagzeug) spielten live mit der Gruppe. Doll By Doll fiel letztendlich im Jahr 1983 auseinander, dennoch veröffentlichten Leven, Shaw und Macintosh, als auch Ex-Sex Pistol Glen Matlock die Single Big Tears unter dem Namen „Concrete Bulletproof Invisible“ im Jahr 1988. Leven wurde erfolgreicher Solo-Künstler und veröffentlichte eine Reihe von Alben, die sich eher mit Folk auseinandersetzten.
Im Jahr 2005 wurde eine Liveaufnahme der ursprünglichen Besetzung veröffentlicht. Revenge of Memory zeichnet sich dadurch aus, dass alle bis auf einen Song des Albums Remember enthalten sind, und wurde 1977 im Sheffield Limits Club aufgezeichnet.
Die vier Doll-by-Doll-Studioalben wurden alle im März 2007 zum ersten Mal auf CD von WEA/Rhino veröffentlicht.

## Stil
Das US-amerikanische Touch & Go-Fanzine schrieb über das Album Gypsy Blood, „die Vorzüglichkeit (quelle) aus den Grooves heraus“, und man fühle „sich erinnert an etwas, das man vor langer Zeit verloren“ habe. Die Band sei keinem Lager zugehörig, erfreue sich aber einer kultartigen Verehrung einer kleinen Anhängerschar. Ihr Sound sei „mainstreamig“, die Texte aber intelligent und tiefgründig.

## Diskografie
- 1979: Remember (Automatik)
- 1979: Gypsy Blood (Automatik)
- 1980: Doll By Doll (Magnet)
- 1982: Grand Passion (Magnet)
- 2005: Revenge of Memory (Livealbum, Haunted Valley)